# Hamburger Knabenchor
Der Hamburger Knabenchor ist ein seit 1960 existierender Knabenchor, der vom gemeinnützigen Verein Hamburger Knabenchor e.V. getragen wird. 

## Geschichte
Der Hamburger Knabenchor wurde 1960 ursprünglich unter dem Namen „Knabenchor des Norddeutschen Rundfunks“ vom NDR durch Horst Sellentin und Max Thurn gegründet, für den der Chor sämtliche Bachkantaten einspielte. 1967 trennte sich der Rundfunk vom Chor, u. a. aus wirtschaftlichen Gründen. Neuer Träger wurde der Verein „Hamburger Knabenchor e.V.“ und der Chor nahm Residenz in der Hauptkirche  St. Nikolai. Nach dem Tode seines Gründers 1973 übernahm den Chor der Luruper Kantor Ekkehard Richter. Ab 1991 wurde die Leitung an Kirchenmusikdirektorin Rosemarie Pritzkat übergeben. Unter ihr entstand eine Knaben-Chor-Schule mit über 100 Knaben- und jungen Männerstimmen. Im Jahr 2009 erhielt der Chor den Ritter-Preis für seine besonders herausragenden Leistungen. Seit 2021 hat Luiz de Godoy die künstlerische Leitung inne. Bis 2024 war der Chor unter dem Namen Hamburger Knabenchor St. Nikolai bekannt, im Juni 2024 trennte sich der Chor von St. Nikolai und entfernte den Zusatz „St. Nikolai“ aus dem Namen des Chores.

## Repertoire
Neben anspruchsvoller A-cappella-Musik führt der rund 60 Knaben- und Männerstimmen umfassende Chor regelmäßig große Oratorien mit Orchester auf. Zu seinem Repertoire gehören u. a. Bachs Weihnachtsoratorium und die Johannes- und Matthäuspassion, Haydns „Die Schöpfung“ sowie diverse Messen und die Requiemvertonungen von Wolfgang Amadeus Mozart und Gabriel Fauré. Darüber hinaus sind die Knabenstimmen regelmäßige Gäste für Opern- und Konzertaufführungen. So wirkten sie mit namhaften Dirigenten zusammen, u. a. Hans Werner Henze, Mstislav Rostropovich, Zubin Mehta und Kent Nagano.

## Ausbildung
Der Chor wird unterteilt in mehrere Vorbereitungschöre, den Hauptchor (gemischte Stimmen), den Knabenchor (Oberstimmen) und den Männerchor. Die Knaben in den Vorchören werden an die Aufgabe herangeführt, vor großem Publikum zu singen. Diese Ausbildung fängt bereits im Vorschulalter an und steht auch Mädchen offen.

## Gastreisen
Die Konzerttätigkeit des Knabenchores führte das Ensemble auf Reisen nach England, Russland, Schweden, Island, Belgien, Luxemburg, Tschechien, USA, Argentinien, Brasilien, Südafrika, Japan, China, und Südkorea. 